# Iso-Kopatti och Kirnu
Iso-Kopatti och Kirnu eller Kopattijärvi är en sjö i Finland. Den ligger i kommunen Kuusamo i landskapet Norra Österbotten, i den nordöstra delen av landet, 700 km norr om huvudstaden Helsingfors. Iso-Kopatti och Kirnu ligger 252,8 meter över havet. Den är 16,01 meter djup. Arean är 1,85 kvadratkilometer och strandlinjen är 15,41 kilometer lång. Sjön  ingår i Kems huvudavrinningsområde. 